# Historia de Rusia (1892-1917)
Siendo prácticamente los años que gobernó el zar Nicolás II, el siguiente artículo muestra los inicios de los partidos políticos en Rusia, el surgimiento del Partido Social-Revolucionario, las crisis internas posguerra (guerra Ruso-Japonesa, Primera Guerra Mundial), y, finalmente, la abolición del zarismo con la imposición del gobierno comunista en 1917.

## Partidos revolucionarios radicales

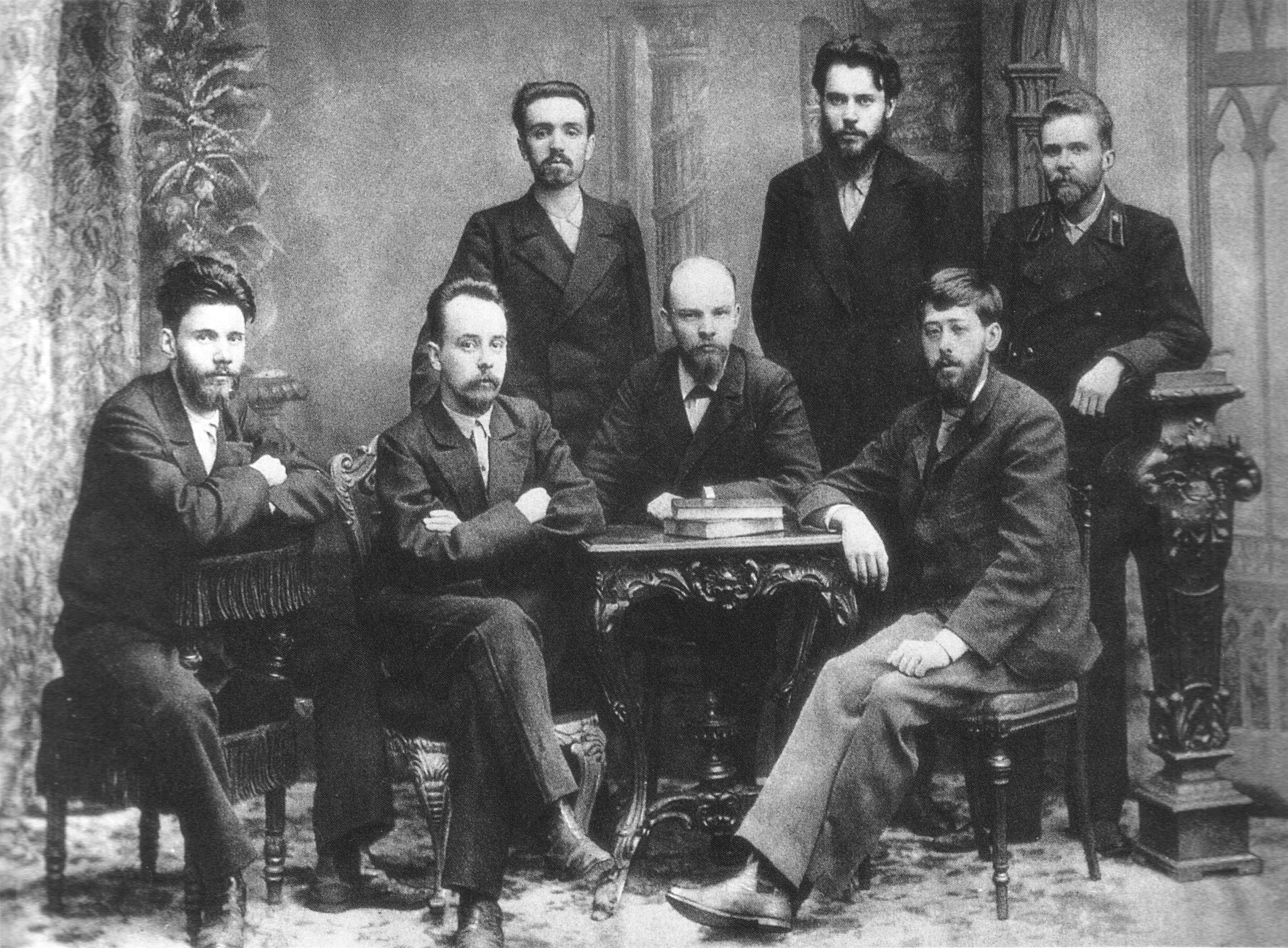
Liga de Lucha para la Emancipación de la Clase Obrera, San Petersburgo, diciembre de 1897. De izda. a dcha., de pie: A.L. Málchenko, P.K. Zaporozhets, A.A. Vanéyev; sentados: V. V. Starkov, G. M. Krzhizhanovski, V.I. Uliánov (Lenin) y Yuli Mártov.

Durante los años 1890, el desarrollo industrial del Imperio ruso produjo un aumento significativo de la burguesía urbana y de la clase obrera, lo que favoreció el desarrollo de partidos políticos radicales. Como el Estado y los extranjeros poseían la mayor parte de la industria del país, la clase obrera era comparativamente más fuerte y la burguesía más débil que en Europa occidental. La clase obrera y los campesinos fueron los primeros en establecer partidos políticos, pues la nobleza y la burguesía más adinerada no participaban en política. Durante los años 1890 y principios de la década siguiente, los altos impuestos y el hambre originaron huelgas más frecuentes y desórdenes por parte de los agricultores. Estas actividades impulsaron a las burguesías de varias naciones a crear sus propios partidos políticos, tanto conservadores como liberales.
Los socialistas de nacionalidades diferentes formaron sus propios partidos. Los polacos, que habían sufrido la rusificación administrativa y educativa, fundaron el Partido Socialista Polaco en París en 1892. Los fundadores esperaban que esto ayudara a reunir los antiguos territorios polacos, divididos entre el Imperio austrohúngaro, el alemán, y el ruso. En 1897, los trabajadores judíos crearon el Bund («liga» o «unión»), una organización que posteriormente se hizo popular en Ucrania occidental, Bielorrusia, Lituania, y la Polonia rusa. El Partido Obrero Socialdemócrata de Rusia (POSR) surgió en 1898. Los socialdemócratas finlandeses permanecieron separados, pero los letones y los georgianos se asociaron a los socialdemócratas rusos. Los armenios, inspirados tanto por tradiciones revolucionarias rusas como por balcánicas, participaban en la política imperial y en la del vecino Imperio otomano. Los musulmanes que vivían en Rusia fueron atraídos por los movimientos panislámicos y panturcos que se desarrollaban en Egipto y el Imperio de otomano. Los rusos que aprendieron de las ideas de los viejos populistas y socialistas urbanos formaron el movimiento radical más grande de Rusia, el Partido Social-Revolucionario fundado en 1901. El partido combinó doctrinas revolucionarias y violencia.
Vladímir Ilich Uliánov era el político más talentoso de los socialdemócratas. En los años 1890, «educó» a radicales jóvenes alejándolos del populismo para instruirlos en el marxismo. Fue desterrado desde 1895 hasta 1899 en Siberia, donde tomó el nombre Lenin del río siberiano Lena; fue el principal táctico de entre los organizadores del POSR. En diciembre de 1900, cofundó el periódico Iskra (La chispa). En su libro ¿Qué hacer? de 1902, imitando el título del libro de Chernyshevski escrito treinta y nueve años antes, Lenin desarrolló la teoría de que un periódico publicado en el extranjero podría ayudar en la organización de un partido revolucionario centralizado dedicado al derrocamiento de un gobierno autocrático. Trabajó para establecer un partido estrictamente organizado, muy disciplinado para Rusia. En el II Congreso del Partido Obrero Socialdemócrata de Rusia de 1903, obligó a los bundistas a separarse e indujo una escisión entre su fracción mayoritaria bolchevique y la minoritaria menchevique, que creía más en la espontaneidad del trabajador que en la táctica estrictamente organizada. El concepto de Lenin de un partido revolucionario y una alianza entre trabajador y campesino se debió más a Tkachov y a la Naródnaya Volia que a Karl Marx y Friedrich Engels, los fundadores del marxismo. Los jóvenes bolcheviques, como Iósif Stalin y Nikolái Bujarin, tomaron partido por Lenin.

## Imperialismo en Asia y la guerra ruso-japonesa

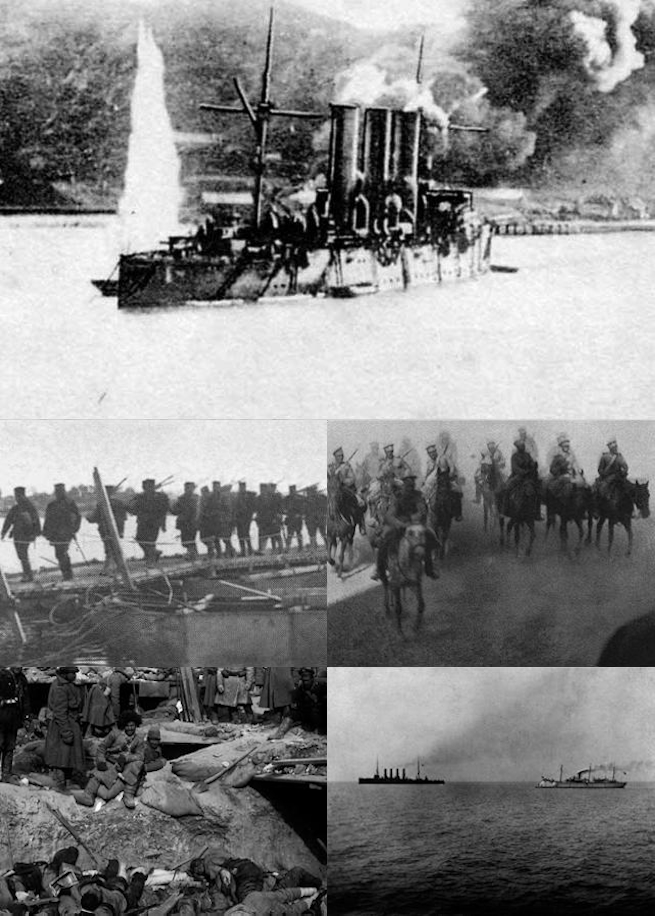
Montaje fotográfico de la guerra ruso-japonesa.

A finales del siglo XIX, Rusia mejoró su posición en Asia merced a su alianza con Francia y a la rivalidad creciente entre Gran Bretaña y Alemania. Hacia 1895, esta competía con Francia por el favor ruso, y los estadistas británicos esperaban negociar con los rusos para demarcar las esferas de influencia en Asia. Esta situación permitió a Rusia intervenir en Asia nororiental después de la victoria de Japón sobre China en 1895. En las negociaciones que siguieron, se obligó a Japón a hacer concesiones en la Península de Liaodong y Port Arthur (Lushun) en Manchuria meridional. Al siguiente año, Serguéi Witte fundó en la capital francesa el Banco Ruso-chino. El objetivo de este era financiar la construcción de un ferrocarril a través de la Manchuria septentrional y así acortar el trayecto del ferrocarril siberiano. En dos años, Rusia había adquirido en arriendo la Península de Liaodong y Port Arthur y había comenzado a construir una línea férrea de Harbin, en la Manchuria central, a Port Arthur, en la costa.
En 1900, China reaccionó contra las invasiones de su territorio con un levantamiento popular, la Rebelión de los Bóxers. Los contingentes militares rusos se unieron otros de Europa, Japón, y Estados Unidos para restaurar el orden en China septentrional. Un ejército ruso de ciento ochenta mil soldados se encargó de pacificar Manchuria y de asegurar sus ferrocarriles. Los japoneses, con el respaldo de Gran Bretaña y los Estados Unidos, insistieron, empero, en que Rusia evacuase Manchuria. Witte y algunos diplomáticos rusos quisieron pactar con Japón e intercambiar Manchuria por Corea, pero un grupo de enemigos reaccionarios de Witte, cortesanos, y los jefes militares lo rechazaron. El zar favoreció su punto de vista, y, desdeñando las amenazas de Japón —a pesar de la alianza formal de este con el Reino Unido—, el Gobierno ruso declaró la guerra a Japón en 1904.
Frente a la estrategia japonesa de obtener victorias rápidas para apoderarse de Manchuria, la rusa consistió en retardar el avance enemigo para dar tiempo a que llegasen refuerzos por el ferrocarril siberiano. En enero de 1905, después de varias acometidas fallidas que les costaron sesenta mil bajas y ocho meses de asedio, los japoneses tomaron por fin Port Arthur. En marzo obligaron a los rusos a retirarse al norte de Mukden, pero fueron incapaces de perseguirlos porque sus tropashabían sufrido grandes pérdidas en los combates. Como estratégicamente la posesión de la ciudad (Port Arthur) significó poco, la victoria final dependía de las acciones de las Armadas. En mayo, en el estrecho de Tsushima, los japoneses destruyeron la flota rusa en la que se habían combinado las escuadras del Mediterráneo y del Báltico. Teóricamente, los refuerzos del ejército ruso podrían haber expulsado a los japoneses del continente asiático, pero la revolución y la presión diplomática obligaron al zar a buscar la paz. Rusia aceptó la mediación del presidente de los Estados Unidos, Theodore Roosevelt, cedió el sur de la isla de Sajalín a Japón, y reconoció el predominio nipón en Corea y Manchuria meridional.

## Industrialización acelerada

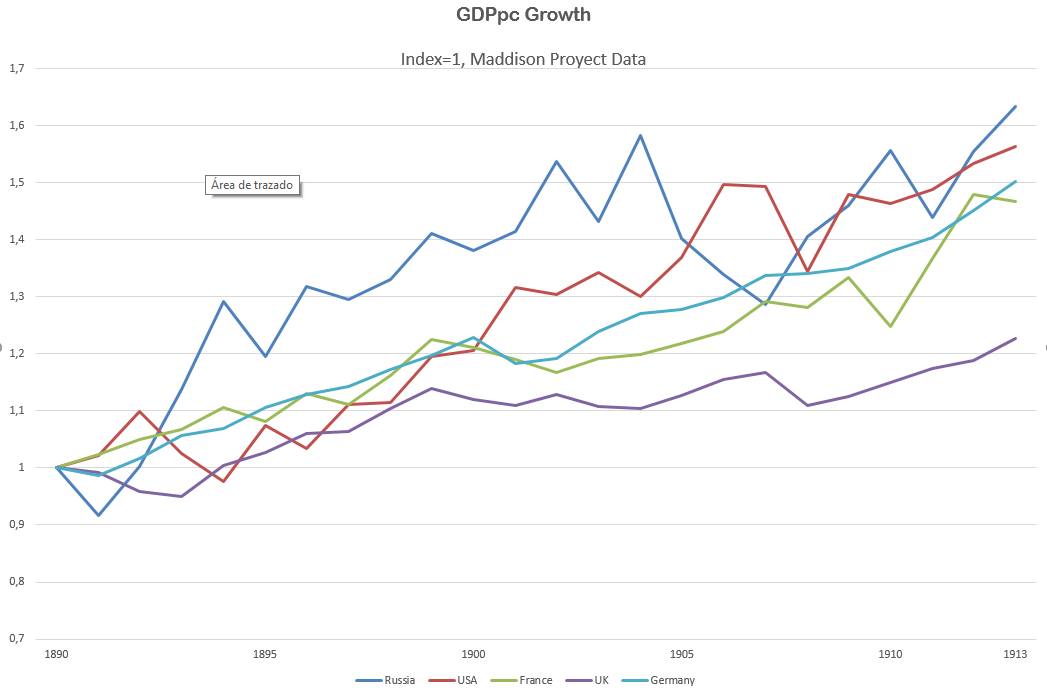
Evolución del PIB per cápita de la Rusia zarista en comparación a otras potencias en el periodo 1890-1913

Los programas económicos ambiciosos pero costosos de Serguéi Witte, el tenaz ministro de Hacienda del país, fueron adoptados. Witte defendió la solicitud de préstamos externos, la adopción del patrón oro, la imposición de altos impuestos a la clase campesina, la aceleración del desarrollo de la industria, y la construcción de un ferrocarril siberiano. Esta política tenía por meta modernizar el país, asegurar el Lejano Oriente de RusiaLejano Oriente Ruso, y dar a Rusia una posición imperiosa para explotar los recursos de los territorios del norte de China, Corea, y Siberia. Esta política exterior expansionista era la versión rusa de la lógica de imperialista común en el siglo XIX a otros países grandes con territorios subdesarrollados enormes como los Estados Unidos. 
| Balanza de pagos rusa (1909-1913) (en millones de rublos) |
|                                                           |
| Según Oppenheim, p. 594.                                  |

Las políticas de Witte habían dado resultados. A pesar de una depresión económica grave al final de siglo, el carbón, el hierro, el acero, y la producción petrolífera se triplicaron entre 1890 y 1900. El kilometraje de ferrocarril casi se dobló, dando a Rusia la mayor parte de pista de cualquier nación además de los Estados Unidos. La producción de grano aún rusa y las exportaciones dejaron de elevarse considerablemente, y las importaciones se pusieron más rápidas que las exportaciones. El presupuesto estatal también aumentó, absorbiendo un poco el crecimiento económico del país. Los historiadores occidentales se diferencian en cuanto a los méritos de las reformas de Witte; unos creen que la industria nacional, que no se benefició de subvenciones o contratos, sufrió un revés. La mayor parte de analistas están de acuerdo que el Ferrocarril siberiano por la transacción (que fue completado de Moscú a Vladivostok en 1904) y las empresas en Manchuria y Corea eran pérdidas económicas para Rusia y un "desagüe en la tesorería". Seguramente los gastos financieros de sus reformas contribuyeron al descarte de Witte como ministro de Hacienda en 1903.
Durante los últimos años que precedieron a la Primera Guerra Mundial, prosiguió el desarrollo económico ruso. Entre 1909 y 1913, la producción de carbón creció un 41,7 % y las de acero y hierro, un 51, 5 % en 1909-1912. La producción agrícola también se acrecentó considerablemente, en parte gracias al aumento del uso de fertilizantes y de maquinaria: las importaciones del primero subieron un 189 % y las de la segunda un 60,5 % en 1907-1913. Además, el sistema financiero era estable y en 1914 las reservas de oro rusas cubrían el 92 % de la moneda en circulación. La balanza de pagos era positiva, si bien cada vez menos favorable.
La industrialización tenía consecuencias sociales enormes para el desarrollo de Rusia, no la menos posible que era el crecimiento de un proletariado industrial. La clase obrera nueva y creciente de Rusia tenía muchos motivos de descontento: alojamiento atestado con condiciones sanitarias a menudo deplorables, horas largas en el trabajo (en vísperas de la Primera Guerra Mundial diez horas diarias, seis días por semana era el promedio y muchos trabajaban once o doce horas por día hacia 1916), riesgo constante de accidentes y muertes con condiciones de seguridad y sanitarias muy pobres, disciplina severa, y salarios inadecuados (fue peor después de 1914 por los aumentos de batallas, reduciéndose el salario para reserva en la guerra). Al mismo tiempo, la vida industrial urbana estaba llena de ventajas, aunque éstos pudieran ser peligrosos, del punto de vista de la estabilidad social y política, como las privatizaciones. Había muchos estímulos para esperar más de la vida. La adquisición de nuevas habilidades dio a muchos trabajadores un sentido de respeto y confianza, aumentando expectativas y deseos. Viviendo en ciudades, los trabajadores encontraron bienes materiales como ellos nunca habían visto antes en el pueblo. El más importante, fue expuesto a nuevas ideas sobre la orden social y política.
El empeoramiento de la situación financiera llegó con el estallido de la guerra mundial: el 9 de agosto de 1914 el Gobierno suspendió los pagos de oro y autorizó la impresión de un millardo y medio de rublos para los que carecía de respaldo en este metal. Para cuando cayó la monarquía en la Revolución de Febrero, se habían emitido seis millardos y medio de rublos sin aval áureo. Las reservas de oro apenas cubrían el 14,8 % del dinero circulante en marzo de 1917, porcentaje que siguió menguando hasta el 6, 8 % en vísperas de la Revolución de Octubre. El déficit creció del 39,1 % del presupuesto en 1914 al 76 % en 1916. Los precios se multiplicaron por tres.

## Revolución de 1905
La guerra ruso-japonesa aceleró el surgimiento de movimientos políticos entre las nacionalidades principales y todas las clases sociales, incluso entre los rusos acaudalados. Antes de 1904, los activistas liberales rusos del zemstvo y de las profesiones habían formado una organización, la Unión de Liberación. En el mismo año, se unieron con finlandeses, polacos, georgianos, armenios, y miembros rusos del Partido Social-Revolucionario para formar una liga antiautocrática.
La revolución de 1905, una agitación social y política sin precedentes, se originó por la represión violenta el 9 de enero (el «Domingo Sangriento») en San Petersburgo de una procesión de trabajadores conducidos por el sacerdote y agente de policía Georgi Gapón que llevaba una petición —acción ilegal— al zar. Tras el Domingo Sangriento se desató una ola de huelgas de trabajadores y estudiantes, manifestaciones, actos de vandalismo y violencia, asesinatos de funcionarios del gobierno, motines navales, movimientos nacionalistas en las áreas fronterizas imperiales, y pogromos que recorrió el país. En varias ciudades, los trabajadores formaron sóviets o consejos. Al final de año, hubo levantamientos armados en Moscú, los Urales, Letonia, y algunos lugares de Polonia. Los activistas de los zemstvos y la amplia Unión profesional de Uniones formaron el Partido Demócrata Constitucional, cuyas iniciales dieron a sus seguidores su nombre informal, el de «kadetes» (Partido Democrático Constitucional). Algunos activistas de clase alta y acaudalados pidieron que el pacto con grupos de oposición evitara desórdenes.
El resultado de la revolución fue contradictorio. A finales de 1905, Nicolás II accedió a regañadientes a publicar el llamado Manifiesto de Octubre, en el que se comprometía a implantar un orden político reformado y a conceder los derechos civiles básicos a la mayor parte de los habitantes del imperio. Las nuevas leyes fundamentales de 1906 (llamadas en ocasiones aunque erróneamente Constitución) establecieron una Duma estatal legislativa, similar a un Parlamento, aunque limitaron su autoridad en diversos aspectos, entre ellos respecto del control de los ministros, cuya actuación no dominaba y a los que no podía destituir. Los sindicatos y las huelgas fueron legalizados, pero la policía obtuvo amplios poderes para supervisar las actividades sindicales y para prohibir aquellos sindicatos que participasen en actividades políticas ilegales. Se garantizó una mayor libertad de prensa, pero, en la práctica, esta quedó sometida a un acoso constante, con castigos y cierres de publicaciones que sobrepasaban los límites tolerados por las autoridades.
Aquellos que aceptaron la  propuesta real fundaron un partido político de centroderecha, el octubrista. Por el contrario, los kadetes exigieron que se nombrase un gobierno realmente responsable ante las Cortes y se implantase el sufragio universal. A causa de sus principios políticos se continuó haciendo levantamientos armados, los partidos izquierdistas de Rusia dudaban sobre la conveniencia de participar en las elecciones a la Duma, que se habían convocado para principios de 1906. Al mismo tiempo, las fracciones derechistas se opusieron también a las reformas. Varios de los nuevos grupos monárquicos y protofascistas se alzaron para acabar con el nuevo orden político. Sin embargo, el régimen sobrevivió al año caótico de 1905, y restauró el orden en las ciudades, el campo, y en el ejército. Durante el periodo de inestabilidad, sin embargo, los terroristas asesinaron a cientos de funcionarios, y el Gobierno ejecutó un número igual de terroristas. Como el gobierno había sido capaz de restaurar el orden y asegurar un préstamo de Francia antes de que se reuniese la primera Duma, Nicolás estaba en una posición fuerte que le permitió sustituir a Wite por Piotr Stolypin, más conservador.
La primera Duma fue elegida en marzo de 1906. Los kadetes y sus aliados la dominaron; los izquierdistas radicales, principalmente independientes, contaban con algunos escaños menos que el conjunto de octubristas y otros grupos de centro derecha. Los socialistas habían boicoteado los comicios, pero incluso así algunos de ellos obtuvieron escaños. Las relaciones entre el Duma y el Gobierno de Stolypin fueron tensas desde el principio. El estancamiento de las negociaciones entre los kadetes y el Gobierno sobre la promulgación de una Constitución y la aplicación de una reforma agraria determinó la disolución del Duma y la convocatoria de nuevas elecciones. A pesar de un aumento del terror izquierdista, los partidos izquierdistas radicales participaron en la elección, y, junto con los independientes, ganaron obtuvieron la mayoría, seguidos de una laxa liga de kadetes, y otros grupos centristas de polacos y otras nacionalidades. El bloqueo político siguió, sin embargo, en la segundo Duma de 1907.

## Los gobiernos de Stolipin y Kokovtsov

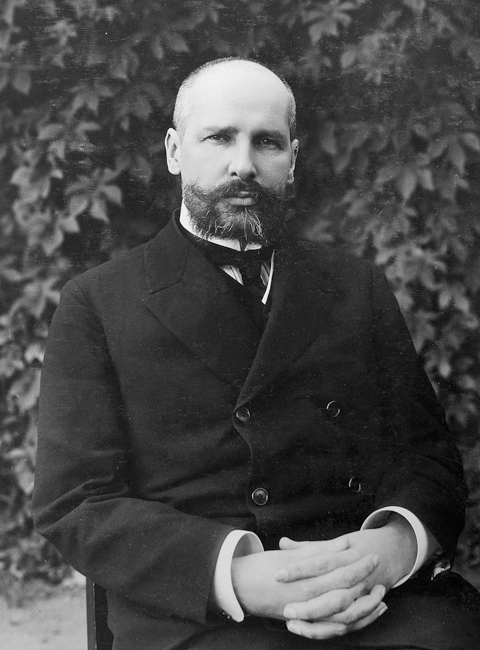
Piotr Stolypin, Primer ministro del zar Nicolás II, desde 1906 hasta 1911. Fue sucedido por Vladímir Kokóvtsov.

En junio de 1907, el zar disolvió la segunda Duma y promulgó una nueva ley electoral, que inmensamente redujo el peso electoral de clase inferior y votantes no rusos y aumentó el peso de la nobleza. Este golpe político tenía el resultado a corto plazo deseado de restaurar la orden. Las nuevas elecciones de la Tercera Duma lo volvieron más conservador, bajo el dominio de los Octobrists. Incluso esta Duma se peleó con el gobierno sobre una variedad de cuestiones, sin embargo, incluso la composición del personal naval, el estado autónomo de Finlandia, la introducción de zemstvo en las provincias occidentales, la reforma del sistema de tribunal de campesino, y el establecimiento de las organizaciones de seguros de los trabajadores en la supervisión de policía. En estas disputas, la Duma, con su Cámara Alta aristocrática y burocrática designada, era a veces más conservador que el gobierno, y en otros tiempos lo contrario según la constitución dispuesta. La Cuarta Duma, elegida en 1912, era similar en composición al tercero, pero una facción progresiva de hendidura de Octubristas de derecha se afilió al centro político.
La medida más valiente de Piotr Stolypin era su programa de reforma agraria. Esto permitió, y a veces forzaba, la desintegración de comunas así como el establecimiento de la propiedad privada llena. Stolipin esperó que el programa de reforma creara una clase de agricultores conservadores leales al zar. La mayor parte de campesinos no quisieron perder la seguridad de la comuna o permitir a forasteros comprar la tierra de pueblo, sin embargo. Hacia 1914 sólo aproximadamente el 10 por ciento de todas las comunas de campesinos había sido disuelto. Sin embargo, la economía se recuperó y creció de modo impresionante a partir de 1907 hasta 1914, tanto cuantitativamente como por la formación de cooperativas rurales y bancos y la generación de capital doméstica. Hacia 1914 la producción de acero rusa igualó la de Francia y Austria-Hungría, y la tasa de crecimiento económica de Rusia era uno de los más altos en el mundo. Aunque la deuda externa fuera muy alta, esto disminuía como un porcentaje del producto nacional bruto, y el equilibrio comercial total del Imperio era favorable.
En 1911 Stolipin fue asesinado mirando una ópera; según se afirma este fue por un agente doble que trabajaba para el Okhrana. El Ministro de Hacienda, Vladímir Kokóvtsov, le sucedió. Kokovtsov, cauteloso, era muy capaz y un partidario del zar, pero él no podía competir con las facciones de tribunal poderosas que dominaban el gobierno.
Los historiadores han discutido si Rusia tenía el potencial para desarrollar un gobierno constitucional entre 1905 y 1914. El fracaso de ello consistía en parte porque el zar no quiso dejar la regla autocrática o el poder de parte. Manipulando la licencia, el gobierno se volvía más conservador, pero menos representativo en la Duma. Además, el régimen a veces evitaba al conservador Dumas y gobernó por decreto.
Durante este período, las políticas del gobierno renuncia de reformista a represivo. Los historiadores han especulado sobre si los proyectos de reforma valientes de Wite y Stolipin podrían haber "salvado" el Imperio ruso. Pero la política de tribunal, junto con el aislamiento persistente del zar y la burocracia del resto de la sociedad, obstaculizó todas las reformas. Las suspensiones de libertades civiles y la regla de ley siguieron en muchos sitios, y ni los trabajadores ni la Iglesia ortodoxa tenían el derecho de organizarse como ellos eligieron. La discriminación contra polacos, judíos, ucranianos, y "viejos creyentes" era común. El malestar doméstico crecía mientras la política exterior del Imperio se hacía más aventurera.

## Política balcánica activa (1906-1913)
La política del Extremo Oriente de Rusia estuvo por varios años abandonada, algo similar con Austria-Hungría se realizó entre 1897 y 1906. La victoria de Japón en 1905 había obligado a Rusia a hacer tratos con los británicos y los japoneses. En 1907 el nuevo Ministro de Asuntos Exteriores de Rusia, Aleksandr Izvolski, concluyó acuerdos con ambas naciones. Mantener su esfera de influencia en Manchuria del norte y Persia del norte, Rusia concordada a predominio japonés en Manchuria del sur y Corea, y a predominio británico en Persia del sur, Afganistán, y Tíbet. La lógica de esta política exigió que Rusia y Japón se unan para impedir a los Estados Unidos establecer una base en China organizando un consorcio para desarrollar ferrocarriles chinos. Después de la revolución republicana de China de 1911, Rusia y Japón reconocieron esferas de cada uno de la influencia en Mongolia Exterior. En una extensión de este razonamiento, Rusia cambió el reconocimiento de intereses económicos alemanes al Imperio otomano y Persia por el reconocimiento alemán de varios intereses de seguridad rusos en la región. Rusia también protegió su posición estratégica y financiera entrando en la Triple Entente informal con Gran Bretaña y Francia, sin fastidiar a Alemania.
A pesar de estas medidas cuidadosas, después de la Guerra Ruso-Japonesa, Rusia y la Austria-Hungría reanudaron su rivalidad balcánica, que se concentra en el Reino de Serbia y las provincias de Bosnia y Herzegovina, que la Austria-Hungría había ocupado desde 1878. En 1881 Rusia en secreto había estado de acuerdo en principio con la futura anexión de Austria de Bosnia y Herzegovina. Pero en 1908, Izvol'skiy consintió apoyar la anexión formal a cambio del apoyo de Austria a la revisión del acuerdo en la neutralidad del Bosporus y Dardanelles - un cambio que daría a Rusia derechos de navegación especiales del paso. Gran Bretaña bloqueó el gambito ruso bloqueando la revisión, pero Austria siguió con la anexión. Entonces, apoyado por amenazas alemanas de la guerra, la Austria-Hungría expuso la debilidad de Rusia obligando a Rusia a rechazar el apoyo a Serbia.
Después de la anexión de la Austria-Hungría de Bosnia y Herzegovina, Rusia estuvo incluida en la tensión y conflicto que había en los Balcanes. En 1912, Bulgaria, Serbia, Grecia, y Montenegro derrotaron al Imperio otomano con la Primera Guerra de los Balcanes, pero los supuestos aliados siguieron peleando entre sí. Entonces en 1913, la alianza se dividió, y los serbios, griegos, y los rumanos derrotaron a Bulgaria en la segunda guerra de los Balcanes. Austria-Hungría se hizo el patrón de Bulgaria, que ahora era el rival territorial de Serbia en la región, y Alemania permaneció como protector del Imperio de Otomano. Rusia se unió más estrechamente a Serbia que antes. El sistema complejo de alianzas y apoyo de Grandes Potencias era muy inestable; entre los partidos balcánicos que abrigan resentimientos sobre fracasos pasados, los serbios mantuvieron la animosidad particular hacia la anexión Austro-húngara de Bosnia y Herzegovina.
En junio de 1914, un terrorista serbio mató al Archiduque Francisco Fernando de Austria, heredero del trono de Austria-Hungría, que entonces sostuvo el gobierno serbio responsable. La Austria-Hungría entregó un ultimátum a Serbia, creyendo que los términos eran demasiado humillantes para aceptar.  Aunque Serbia se rindiera al ultimátum, la Austria-Hungría declaró la respuesta insatisfactoria y recordó a su embajador. Rusia apoyó Serbia. Una vez que la respuesta serbia fue rechazada, el sistema de alianzas comenzó a funcionar automáticamente, con Alemania que apoya a la Austria-Hungría y Francia que apoya Rusia. Cuando Alemania invadió Francia por Bélgica, el conflicto escalado en una guerra mundial.

## Rusia en la guerra mundial (1914-1916)
Al comenzar la guerra, el zar Nicolás II cedió a la presión y designó al gran duque Nicolás comandante en jefe de los ejércitos rusos. El gran duque, primo del zar, era competente, pero no participaba en la formulación de la estrategia o en el nombramiento de los mandos militares.
En la fase inicial de la guerra, las ofensivas de Rusia en Prusia Oriental acabaron con bastantes tropas alemanas del frente occidental para permitir que los franceses, belgas, y británicos pararan el avance alemán. Uno de los dos ejércitos de invasión rusos casi fue totalmente destruido en la batalla de Tannenberg —el mismo sitio en el cual las huestes lituanas, polacas y moldavas habían derrotado a los caballeros teutónicos alemanes en 1410—. Mientras tanto, los rusos repelieron una ofensiva austriaca y avanzaron en Galicia oriental, la región noreste del Imperio austrohúngaro. Los rusos frenaron una contraofensiva de invierno combinada germano-austriaca en la Polonia rusa y, a principios de 1915, prosiguieron su penetración de Galicia. Entonces en la primavera y verano de aquel año, una ofensiva alemana-austriaca contra los rusos de Galicia y Polonia derrotó a varios pelotones del ejército ruso. En 1916 los alemanes planearon invadir Francia con un ataque a gran escala en la región de Verdún, pero una nueva ofensiva rusa contra la Austria-Hungría otra vez derrotó a las tropas alemanas del Oeste. Estas acciones dejaron a ambos frentes prácticamente igualados, tanto Rusia como Alemania buscaban desesperadamente una victoria: Rusia debido al agotamiento, Alemania, a los recursos superiores de sus enemigos. Hacia el final de 1916, Rusia acudió al rescate de Rumania, que acababa de entrar en la guerra, y desplegó tropas por el suroeste hasta el mar Negro.
Los acuerdos de guerra entre los Aliados reflejaron objetivos imperialistas de la Triple Entente y debilidad relativa del Imperio ruso fuera de Europa del Este. Rusia sin embargo esperó ganancias impresionantes con una victoria: las adquisiciones territoriales en Galicia oriental de Austria, en Prusia oriental de Alemania, y la Armenia (que no era una nación soberana) del Imperio otomano, que participó en la guerra contra el lado alemán; el control de Constantinopla y los estrechos del Bósforo y de los Dardanelos; y modificación territorial y política de Austria-Hungría en los intereses de Rumania y los pueblos eslavos de la región. Gran Bretaña debía adquirir la zona media de Persia y parte del Oriente Próximo Árabe con Francia; Italia - no el aliado de Ruso-Serbio - debía adquirir Dalmacia a lo largo de la costa Adriática; Japón, otro aliado del acuerdo, debía controlar más territorio en China; y Francia debía recobrar Alsacia-Lorena, que había sido tomado por Alemania en la guerra franco-prusiana, y haber aumentado la influencia en Alemania occidental.

## Caída del zarismo

Lenin, líder de la revolución bolchevique de octubre.

El inicio de Primera Guerra Mundial expuso la debilidad del gobierno de Nicolás II. Un espectáculo de la unidad nacional había acompañado la entrada de Rusia en la guerra, con la defensa de los serbios eslavos el grito de guerra principal. En el verano de 1914, el Duma y el zemstvo expresaron el apoyo lleno de esfuerzo a la guerra del gobierno. El servicio militar obligatorio inicial fue bien organizado y pacífico, y la fase temprana de la concentración militar de Rusia mostró que el Imperio había aprendido lecciones de la Guerra Ruso-Japonesa. Pero las inversiones militares y la incompetencia del gobierno pronto agriaron a la mayor parte de la población. El control alemán del Mar Báltico y del Mar Negro cortó a Rusia de la mayor parte de sus provisiones extranjeras y mercados potenciales. Además, las preparaciones rusas ineptas para guerras y políticas económicas ineficaces hacen daño al país económicamente, logísticamente, y militarmente. La inflación se hizo un problema serio. A causa del apoyo de material inadecuado a operaciones militares, el Comité de Industrias Bélicas fue formado para asegurar que las provisiones necesarias alcanzaran al frente. Pero los oficiales del ejército se pelearon con los líderes civiles, tomaron el control administrativo, y rechazaron cooperar con el comité. El gobierno central desconfió las actividades de apoyo de guerra independientes que fueron organizadas por zemstvo. El Duma se peleó con la burocracia de guerra del gobierno, y el centro y las autoridades izquierdas por el centro finalmente formaron el Bloque Progresivo para crear un gobierno constitucional de verdad.
Después de inversiones militares rusas en 1915, Nicolás II fue al frente para asumir el mando nominal del ejército, dejando a su esposa nacida en Alemania, Alejandra Fiódorovna, el gobierno y la Duma.
Mientras el gobierno central fue obstaculizado por la intriga del tribunal, la tensión de la guerra comenzó a causar el malestar popular. En 1916 los precios de comida altos y las escaseces de combustible causaron huelgas en algunas ciudades. Los trabajadores, que habían ganado el derecho a la representación en secciones del Comité de Industrias Bélicas, usaron aquellas secciones como órganos de la oposición política. El campo también se hacía intranquilo. Los soldados eran cada vez más insubordinados, en particular los campesinos recién reclutados que afrontaron la perspectiva de ser utilizados como forraje de cañón en una conducta inepta de la guerra.
La situación siguió deteriorándose. El aumento del conflicto entre el zar y la Duma debilitó ambas partes del gobierno y aumentó la impresión de la incompetencia. A principios de 1917, el deterioro del transporte ferroviario causó escasez de comida, agua y combustible, y a su vez, disturbios y huelgas. Las autoridades convocaron tropas para reprimir los desórdenes en Petrogrado. En 1905, las tropas había luchado contra los manifestantes y habían salvado a la monarquía, pero en 1917 las tropas dieron la vuelta a sus armas a las muchedumbres enojadas. El apoyo del público al régimen zarista simplemente se evaporó en 1917, terminando así tres siglos del gobierno de los Romanov.